# Pecz Samu
Pecz Samu, születési nevén Pecz János Sámuel, névváltozat: Petz (Pest, 1854. március 1. – Budapest, Józsefváros, 1922. szeptember 1.) építész, műegyetemi tanár, udvari tanácsos.

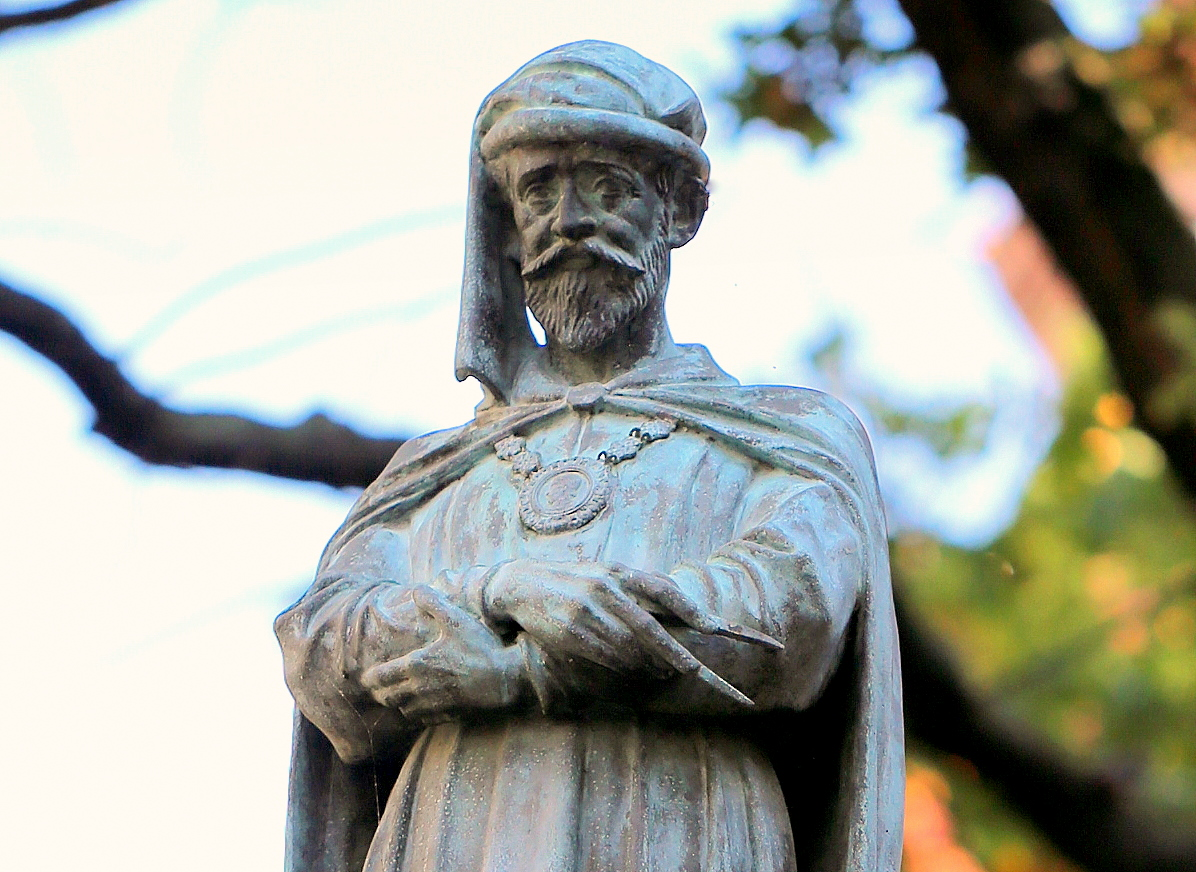
Szobra Budán, a Szilágyi Dezső téren

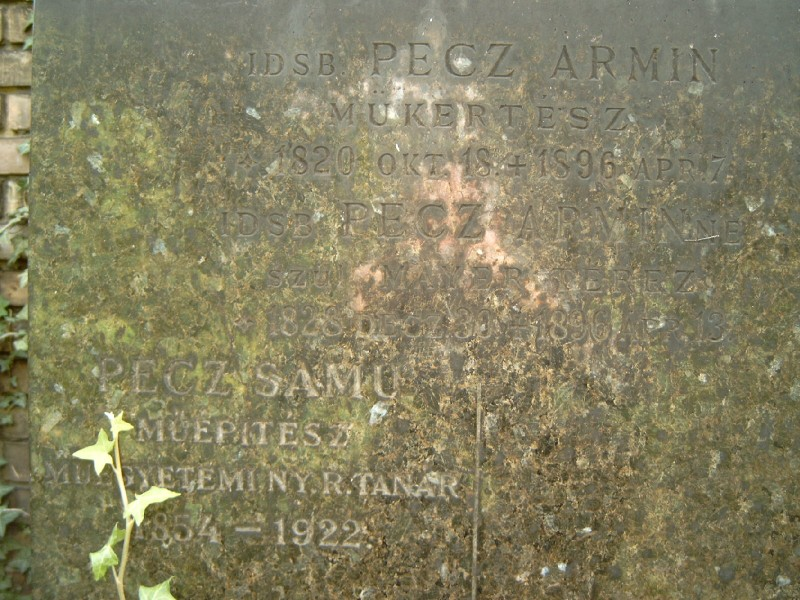
Sírja Budapesten. Fiumei úti sírkert: B. 567

## Családja
Idősb Pecz Ármin (1820–1896) kertész és Meyer Teréz (1828. december 30. – Budapest, 1896. április 13.) fia, ifjabb Pecz Ármin (1855–1927) kertész testvére.
Felesége: Kerstinger Lujza (1866–1944. augusztus 2.), gyermekei: Irén, Gyula, Samu és János. (Gyula és János mindketten építészek lettek).

## Életpályája
1854. március 19-én keresztelték, a család ekkor a józsefvárosi Ludoviceum utca 479. szám alatt lakott. A terézvárosi evangélikus elemi után az 1864. szeptember 15-én megnyílt Sütő utcai új evangélikus gimnáziumban (a mai Deák Téri Evangélikus Gimnáziumban) folytatta tanulmányait és a IV. kerületi (akkor belvárosi) főreáliskolában fejezte be.
A középiskola elvégzése után 1871-ben beiratkozott a József Nádor Műegyetemre, melynek két évig volt hallgatója. Mint önéletrajzában írja: „Az építészi szakosztály akkor még kezdetleges állapotban lévén, a stuttgarti műegyetemet kerestem fel, melynek szintén két évig voltam hallgatója.” 1876-ban az egyéves önkéntes katonai szolgálata (tüzértiszti vizsga letételével) letelt. Ezt követően két évig a bécsi Képzőművészeti Akadémián Theophil Hansen tanítványa volt. A bécsi akadémián 1878-ban egy királyi palota tervezetével az akkori építészhallgatói legmagasabb kitüntetést nyerte el. Az ugyanazon évben megalakult Verein der Architekten an der Akademie der Bildenden Künste – a műépítész-hallgatókat tömörítő diákegyesület, a későbbi Hansen Theophil Club – sorrendben első elnökévé választották. Hazatérése után másfél évig dolgozott Schulek Frigyes mellett a budavári Nagyboldogasszony-templom helyreállításán, majd négy hónapos olaszországi tanulmányút után megszerezte oklevelét a műegyetemen, mint önéletrajzában írja: „egyik lettem a legelső magyar okleveles építészeknek”. Az 1880-as évek elején Hauszmann Alajos irodájában dolgozott.
Nevéhez köthető a nádasdladányi neogótikus plébániatemplom tervezése (1884–1885).
A magyar Hansen-tanítványokkal ellentétben épületein nem a neoreneszánsz formákhoz, hanem a középkori stílusokhoz kötődött, ami valószínűleg stuttgarti tanulmányaival és Schulek hatásával függött össze.
„Mikor a Királyi József Nádor Műegyetem Múzeum körúti új hajlékába költözött,” 1882-ben Pecz Samu Schnédár János (1826-1896) egyetemi tanár és szakíró mellett a középítéstani katedra, egyidejűleg Steindl Imre (1839-1902) tanár mellett a középkori tanszék” tanársegédje lett, amely minőségben és beosztásban 1887-ig működött. 1886-ban két tanulmányt publikált: „A görög kőszerkezetek ismertetése, különös tekintettel a görög dór szentély szerkezetére”, ill. „Az ókeresztény templom-építészet fejlődése” címmel. A két dolgozat, valamint előzetesen Bécsben végzett speciális tanulmányai alapján az ókori építészet magántanárává habilitálták.
1884-ben a dévaványai református templomra kiírt pályázaton első díjat nyert, de végül a templomot Ybl Miklós tervei szerint építették meg.
A budapesti unitárius egyház templomát 1885-ben kezdte tervezni, majd egy módosítás után (1888) 1890-ben fejezte be.
1888-ban készült el a debreceni Kossuth utcai református templom, amelynek kapcsán a protestáns templomépítésről vallott nézeteit foglalta össze és jelentette meg „A protestáns templomok építéséről, kapcsolatban a debreceni kálvinista új templom részletes ismertetésével” címmel.
1887-től rendkívüli, majd 1888-tól rendes tanárként középítéstant tanított a Műegyetemen. 1890-ben a budapesti Erzsébetvárosi plébániatemplom pályázatán Aigner Sándorral és Steindl Imrével együtt megosztott első díjat kapott, de a fővárosi közgyűlés döntése alapján Steindl Imre terve szerint építették fel a templomot.
A budai Szilágyi Dezső téri református templomot Pecz 1892-ben készített díjnyertes pályatervei alapján – kisebb módosításokkal – 1896-ra építették meg. Ekkor készült el a Fővám téri Központi Vásárcsarnok, majd 1898-ban az ideiglenes előadónak szánt, de a mai napig álló Gólyavár a Műegyetem (ma az ELTE Múzeum körúti épülete) kertjében.
Az 1890-es években néhány bérházat tervezett, a Szépművészeti Múzeumra kiírt pályázaton pedig első díjat kapott. 1900-ban Beregszászban gimnáziumot, 1902-ben Ungváron reáliskolát építettek tervei szerint. A Magyar Mérnök- és Építész-egyletnek, majd 1901-től a Magyar Képzőművészek és Iparművészek Egyesülete Építészeti Szakbizottságának egyaránt tagja volt. A fiumei Tengerészeti Akadémiára egy 1901-ben megnyert pályázat után kapott megbízást. 1903–1905 között készült el tervei szerint a Városligeti fasorban az evangélikus gimnázium és hozzá tartozó templom.
Czigler Győző 1905-ben bekövetkezett halála után az új műegyetemi épületek építésének feladatát vette át. Az ő nevéhez fűződik a könyvtár, a műszaki mechanika, mechanika technológia, a géplaboratórium és gépház tervezése. Ezekért a munkákért udvari tanácsosi címmel jutalmazták.
1905-ben a debreceni főgimnázium tervezésére, 1911-ben egy tisztviselőház építésére kapott megbízást a Budapest IX., Üllői út 121. alatt. 1898-ban készítette el a Magyar Nemzeti Levéltár első vázlatterveit, s az 1913-ban elkezdett kivitelezés 1922-ben bekövetkezett halála után is, egészen 1926-ig folyt.
Önéletrajzában kiemelkedő feladatként értékelte a Vásárcsarnok, a Műegyetem és az Országos Levéltár épületeinek tervezését és kivitelezését, bőven írt is róluk.
Noha a középkori stílusok formavilága jellemző munkáira, a téglából épített hagyományos gótikus szerkezetek mellett modern anyagokat is használt. Megjelennek nála különböző vasszerkezetek, és az épületek alapozásában a beton is. Templomainál és középületeinél egyaránt a rendeltetésből indult ki, így tervezett a levéltárnak és a műegyetemi könyvtárnak továbbépíthető raktárhelyiséget, és így szerkesztette meg a Szilágyi Dezső téri református templom alaprajzát oly módon, hogy az épület centrumában levő ötszög középpontjában az Úr asztalát helyezte el.
Halálát szervi szívbaj, érelmeszesedés okozta. Rerrich Béla, tanítványa és később tervezőtársa a róla írt nekrológjában kiemelte: „A szerkezeteknek volt igazi mestere és így igazi mestere volt az építőművészetnek is. Egyes munkái, mint például a vásárcsarnok, az országos levéltár és a műegyetemi könyvtár raktárépületeinek szerkezeti megoldása, a műegyetemi könyvtár olvasótermének hálóboltozatos lefedése szinte a virtuozitásig menő szerkezeti megoldások, melyeket csak az mer megvalósítani, aki mestere szakmájának.”

## Főbb művei

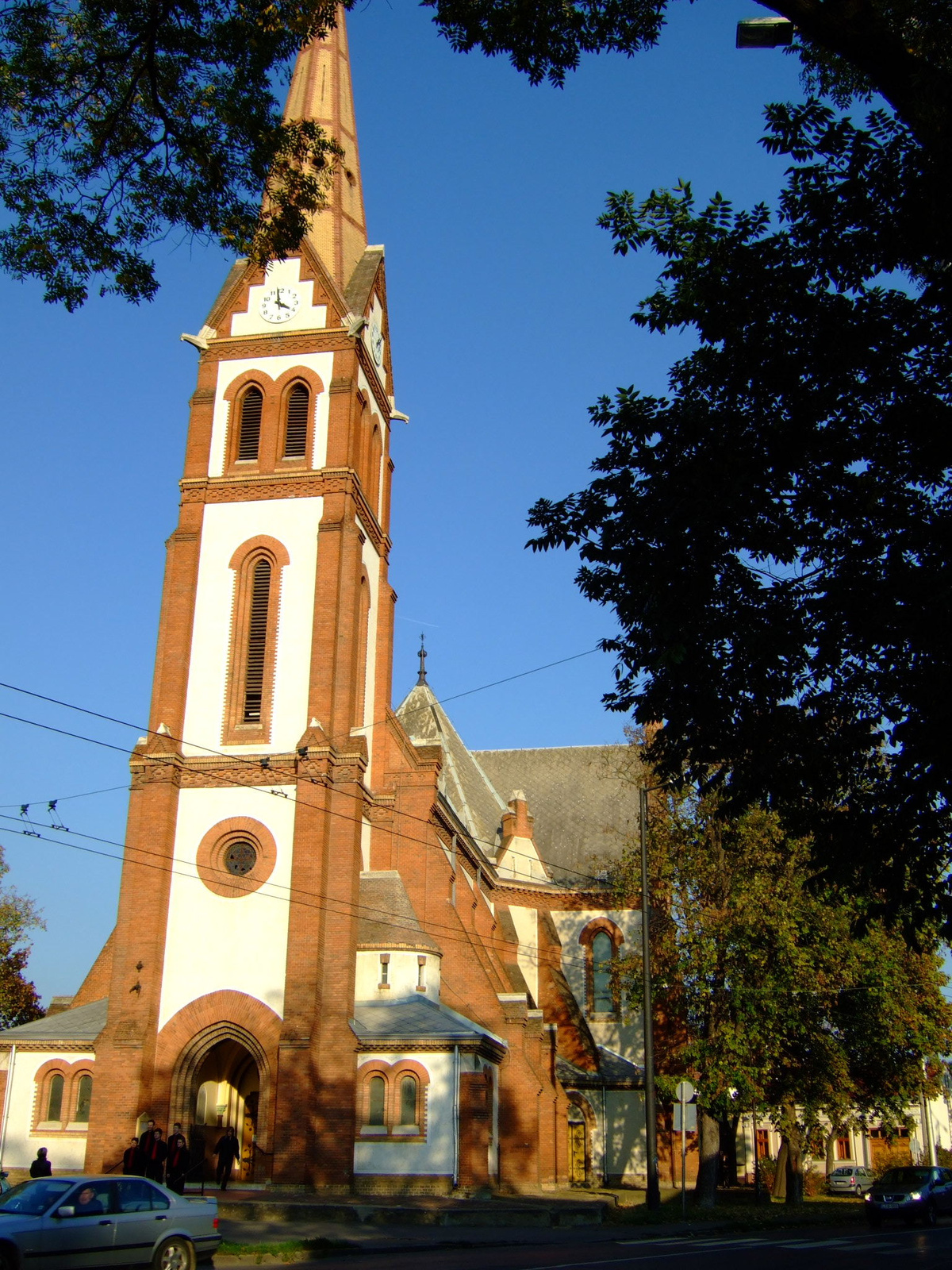
A Kossuth utcai református templom, Debrecen

- 1879–1881 körül Schulek Frigyes mellett gyakornok a Mátyás templom restaurálásai munkájában
- 1884–1885. Nádasdladányi neogótikus plébániatemplom (pályázat – Ybl Miklósét választották)
- 1886–1888. Debrecen, Kossuth utcai református templom
- 1889 körül. Debrecen, Nap utca 6., lakóház
- 1890. Budapest V., Nagy Ignác utcai Unitárius templom és bérház
- 1893. Kolozsvári Széki-palota
- 1894–1896. Budapest, Szilágyi Dezső téri református templom
- 1897. Budapest IX., Fővám tér 1–3. Központi Vásárcsarnok
- 1897. Budapest V., Múzeum krt. A műegyetem nagy előadóterme (Gólyavár)
- 1897–1898. Wirnhardt-féle házak VIII., József körút 62. és 64.
- 1897–1898. Pecz Ármin-féle bérház, Bp. VIII., Kálvária tér 8. (Vásárcsarnokhoz hasonló kiképzéssel, Zsolnay-majolikák felhasználásával)
- 1898. Szépművészeti Múzeum tervpályázat: I. díj (a megvalósult épület Schickedanz Albert alkotása)
- 1900–1901. Beregszászi Állami Főgimnázium
- 1902. Ungvári Állami Alreáliskola
- 1902–1903. Fiume, Magyar Királyi Tengerészeti Akadémia
- 1902–1903. Nagyváradi ág. ev. egyházközség temploma (Nagyvárad (Oradea, Románia) Tudor Vladimirescu u. 26.)
- 1903. A pozsonyi m. kir. posta és távirda Igazgatóság épületének tervpályázata. II. díj
- 1903. Kaposvári királyi törvényszék és fogház (pályázat – díjazott)
- 1903. Pesti új zsinagóga (pályázat – díjazott)
- 1903. A budapesti ág. ev. egyházközség templom és iskolaépületének pályázata. Nem nyert.
- 1903–1904. Fasori evangélikus templom és Budapest-Fasori Evangélikus Gimnázium, Városligeti fasor (17-21. sz., Bajza utca sarok)
- 1904; 1905. A székesfővárosi Sárosfürdő két ízben (nyílt és szűkebb pályázat – díjazott)
- 1905. Kultuszminisztériumi palota pályaterve, III. díj
- 1909. Budapest XI., Bertalan Lajos utca 7-9., Műegyetemi műhelyépületek
- 1909. Budapest XI., Budafoki út, BME. Központi könyvtár épülete
- 1909–1910. Budapest, Gellért szálló tervpályázat. Nem nyert.
- 1911–1912. Budapest IX., Üllői út 121. (Haller utca 88.) IX. Gróf Haller utcai tisztviselőház
- 1912–1923. Budapest I., Bécsikapu tér, Magyar Nemzeti Levéltár (halála után fejezték be)

### Főbb írásai
- A görög kőszerkezetek ismertetése (Bp., 1886)
- Az ókeresztény templom-építészet fejlődése (Bp., 1886)
- A protestáns templomok építéséről (Bp., 1888)

## Képgaléria

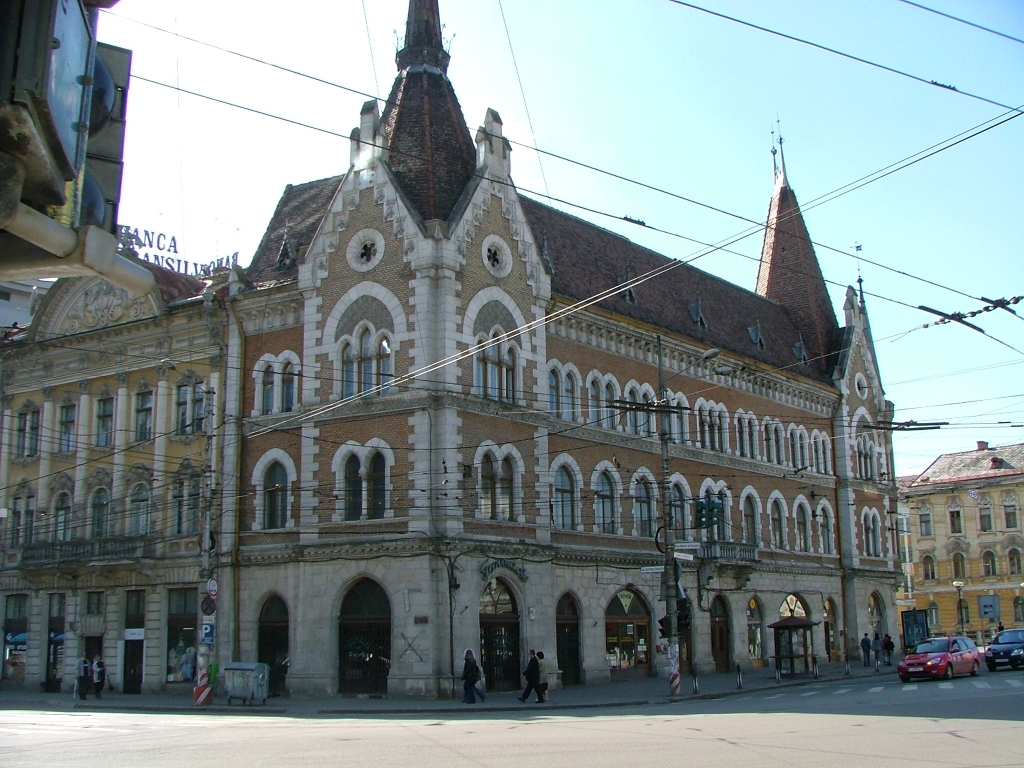
Kolozsvár, Széki-palota, 1893
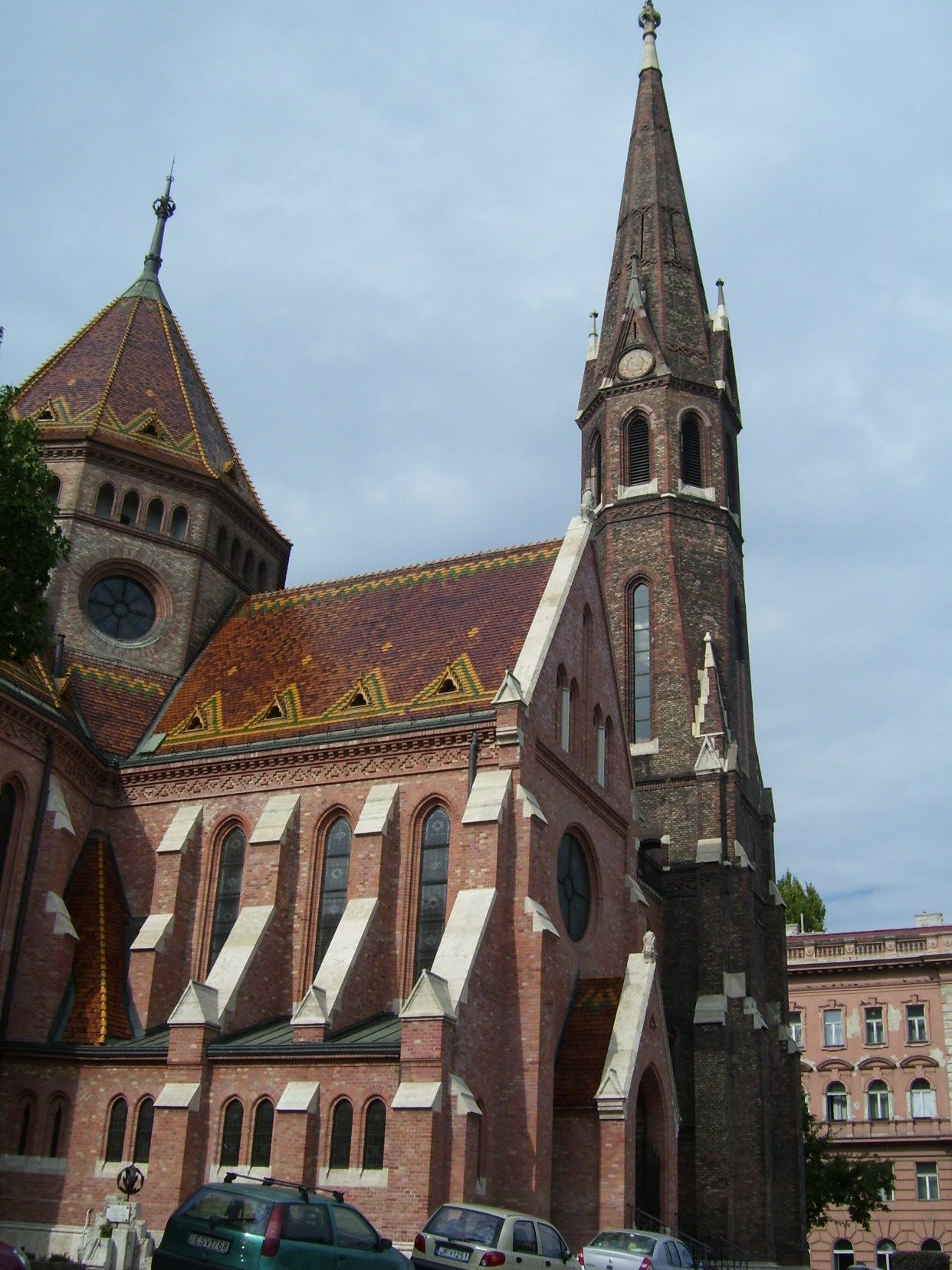
Szilágyi Dezső téri református templom, 1894–96
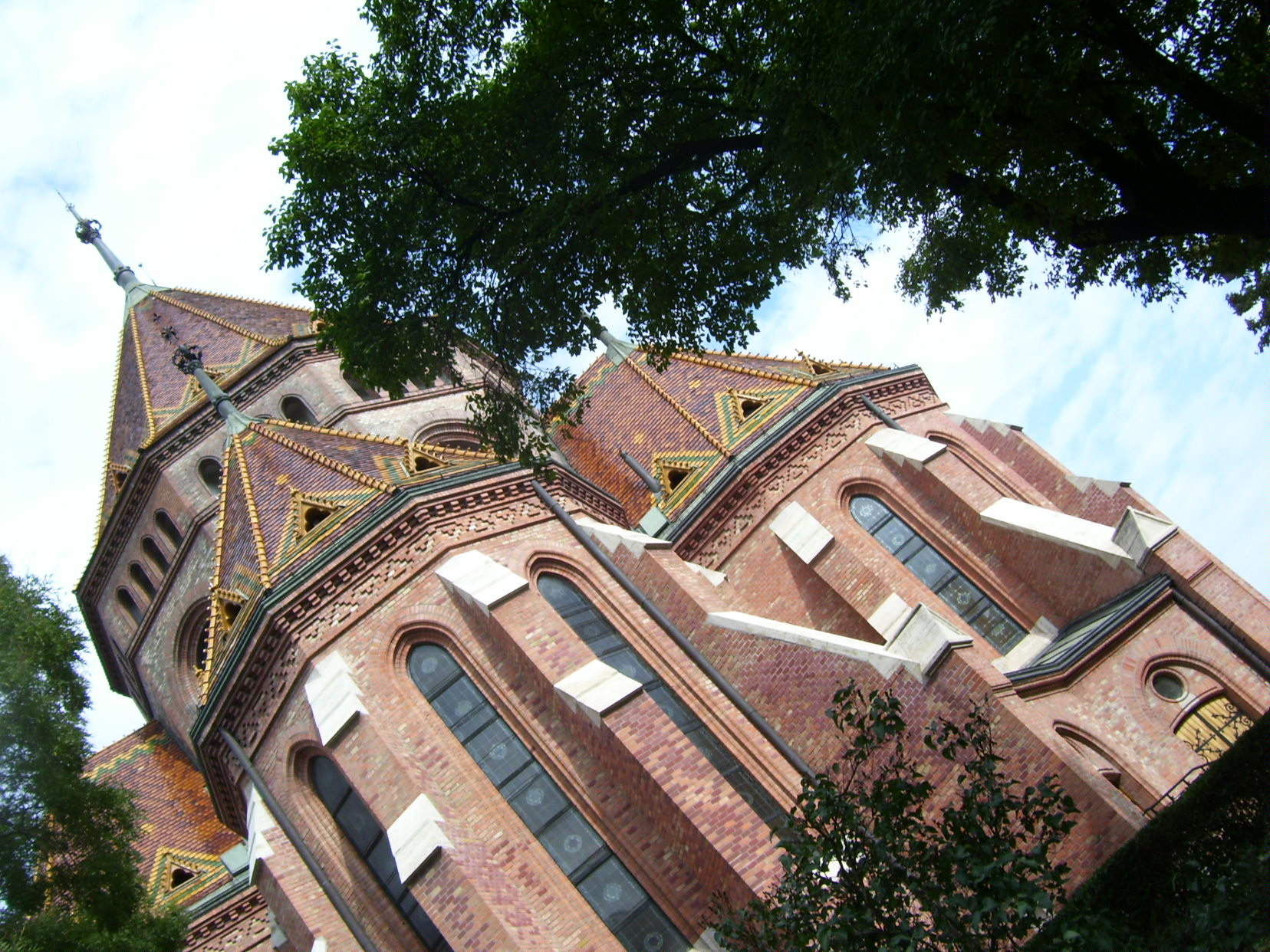
Szilágyi Dezső téri református templom, részlet
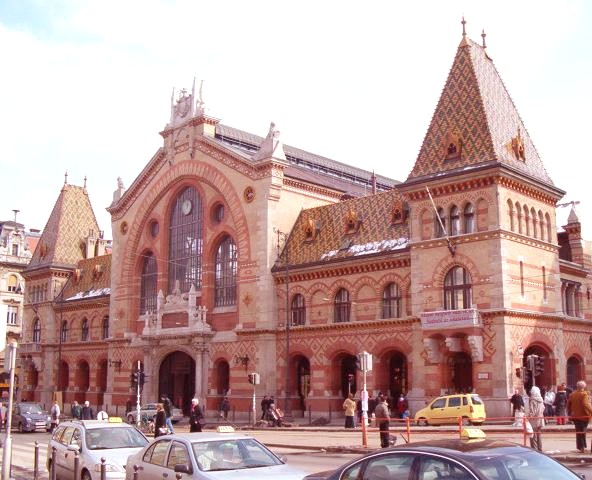
Központi Vásárcsarnok a Fővám téren. 1897–98
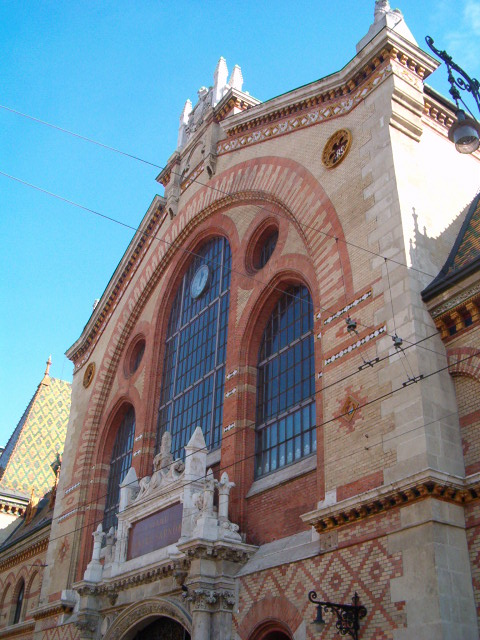
Központi Vásárcsarnok, főbejárat, részlet
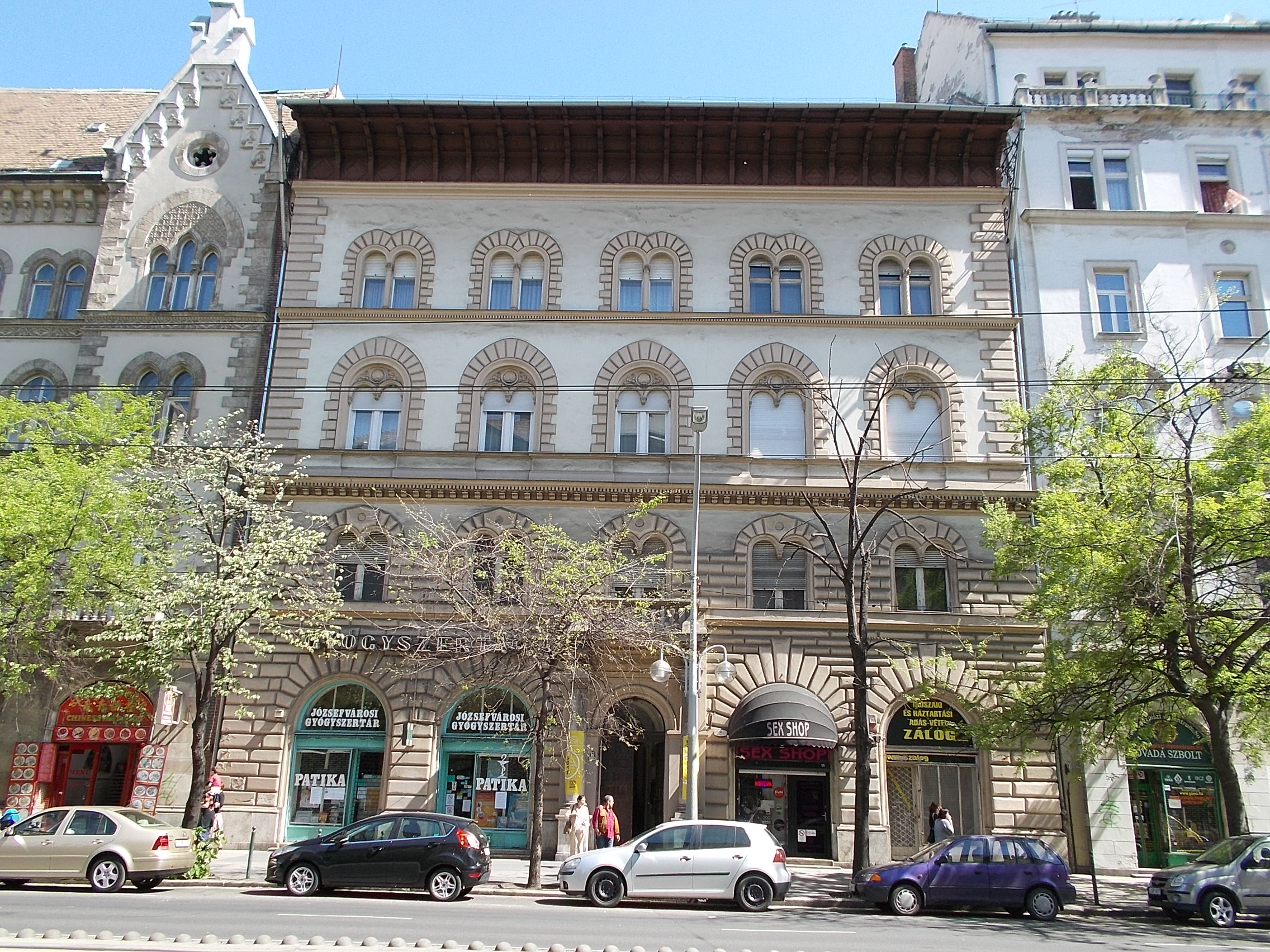
Wirnhardt ház Budapest, Corvin negyed, József körút 64.
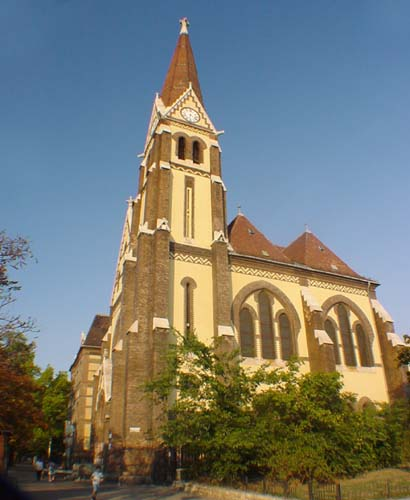
Fasori evangélikus templom 1903-04
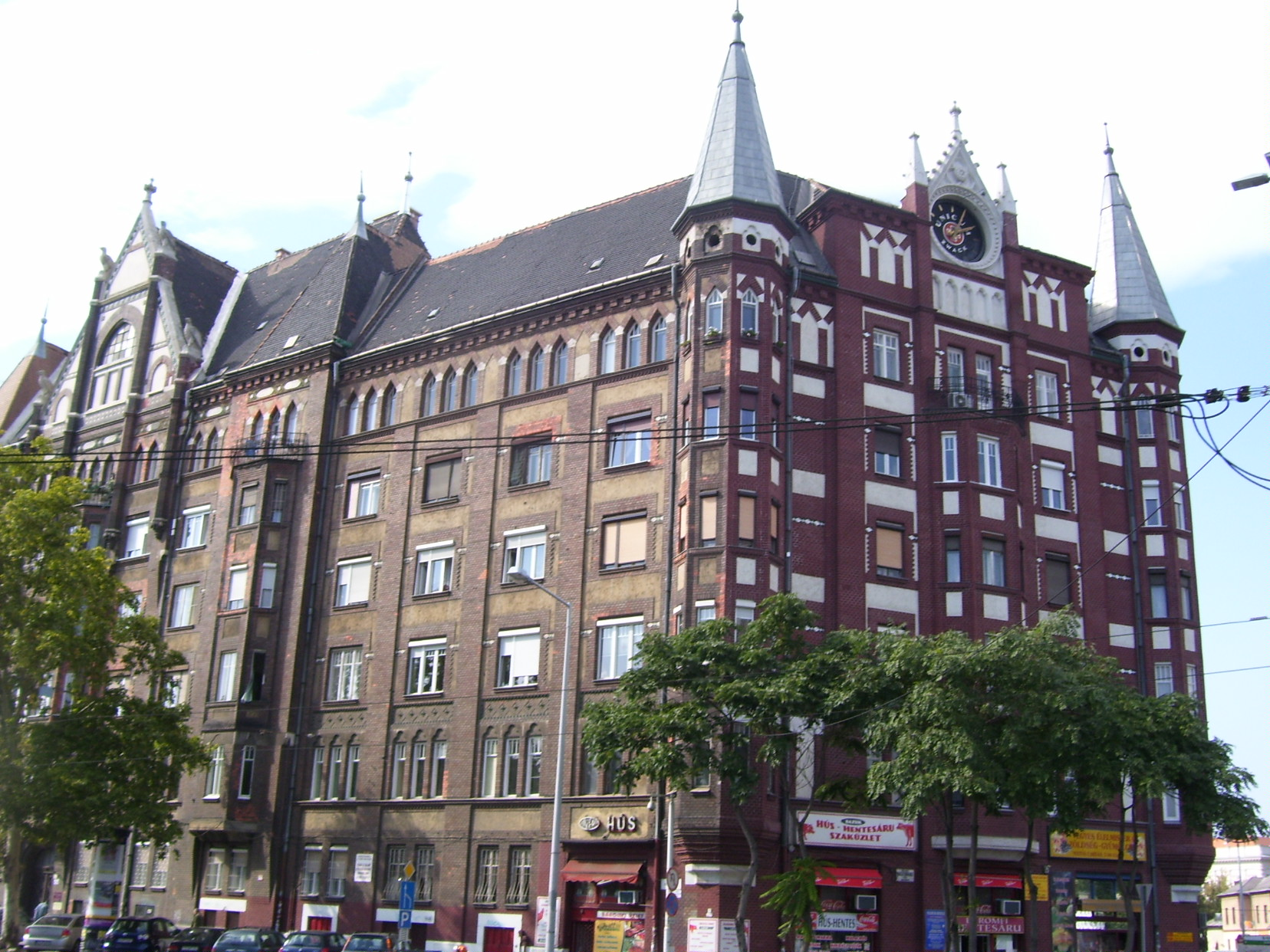
Gróf Haller utcai tisztviselőház (Bp. Üllői út 121.) a Nagyvárad tér felől, 1912
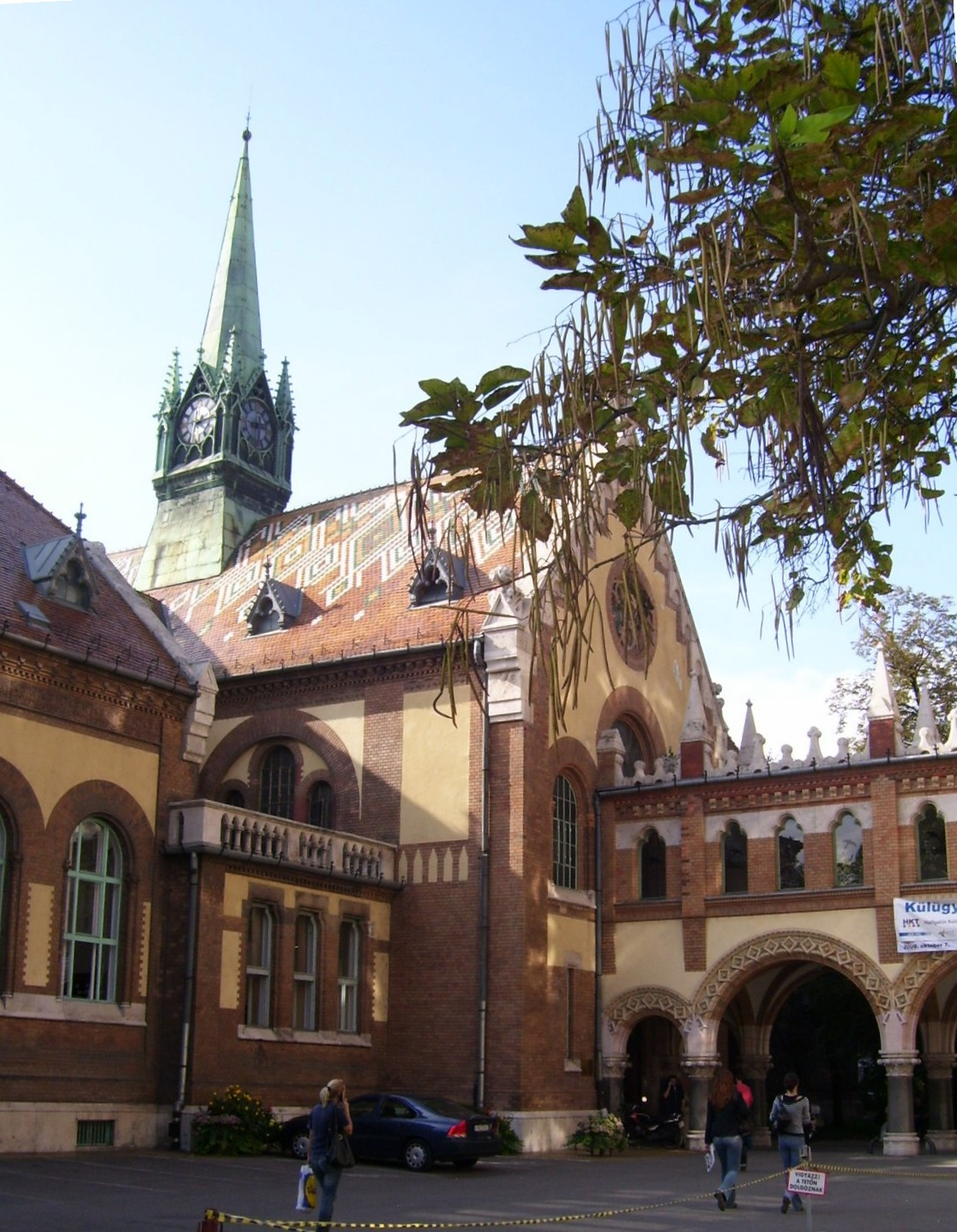
BME Központi Könyvtárépület, 1909
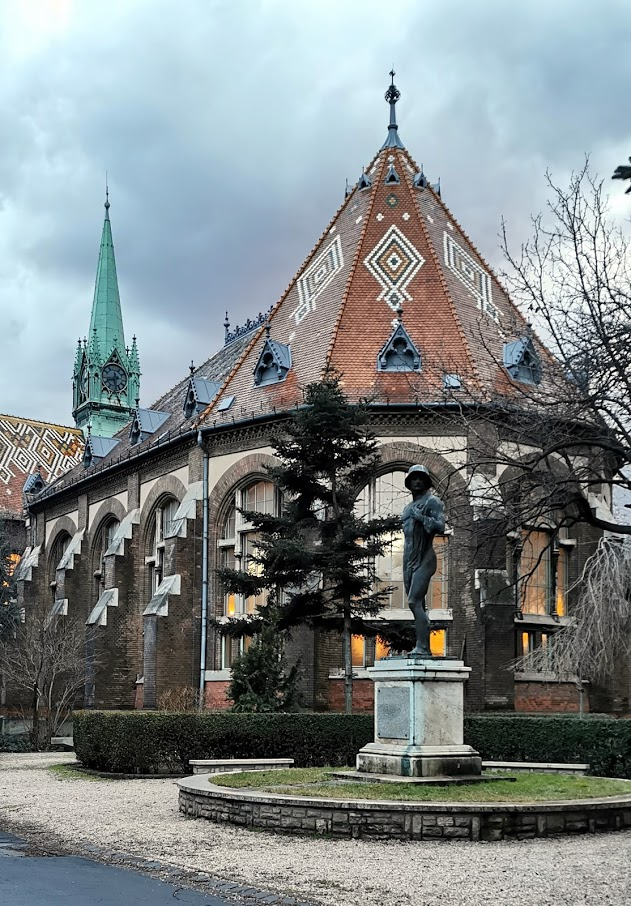
BME Központi Könyvtár épülete
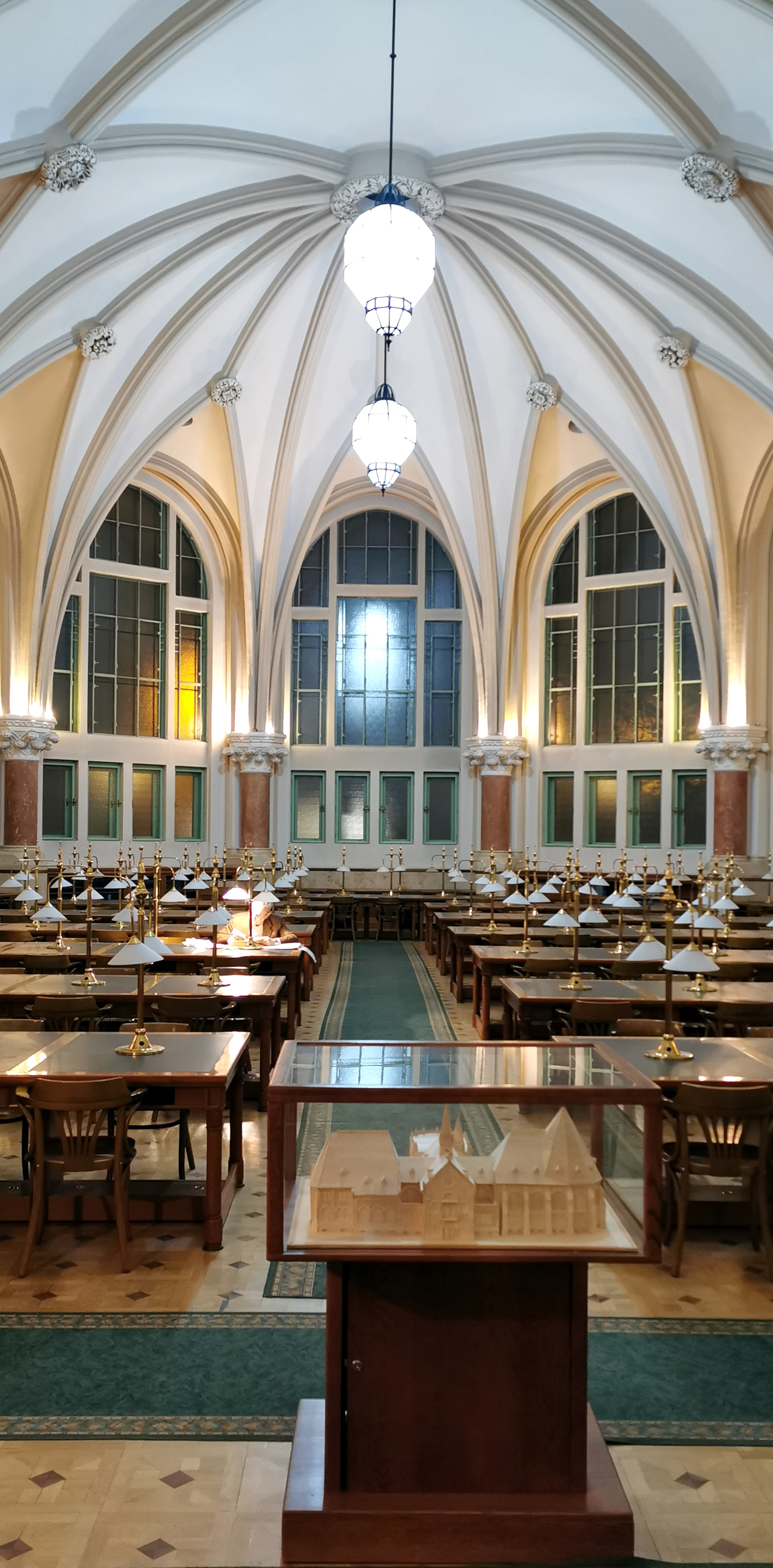
BME Központi Könyvtár olvasó terme
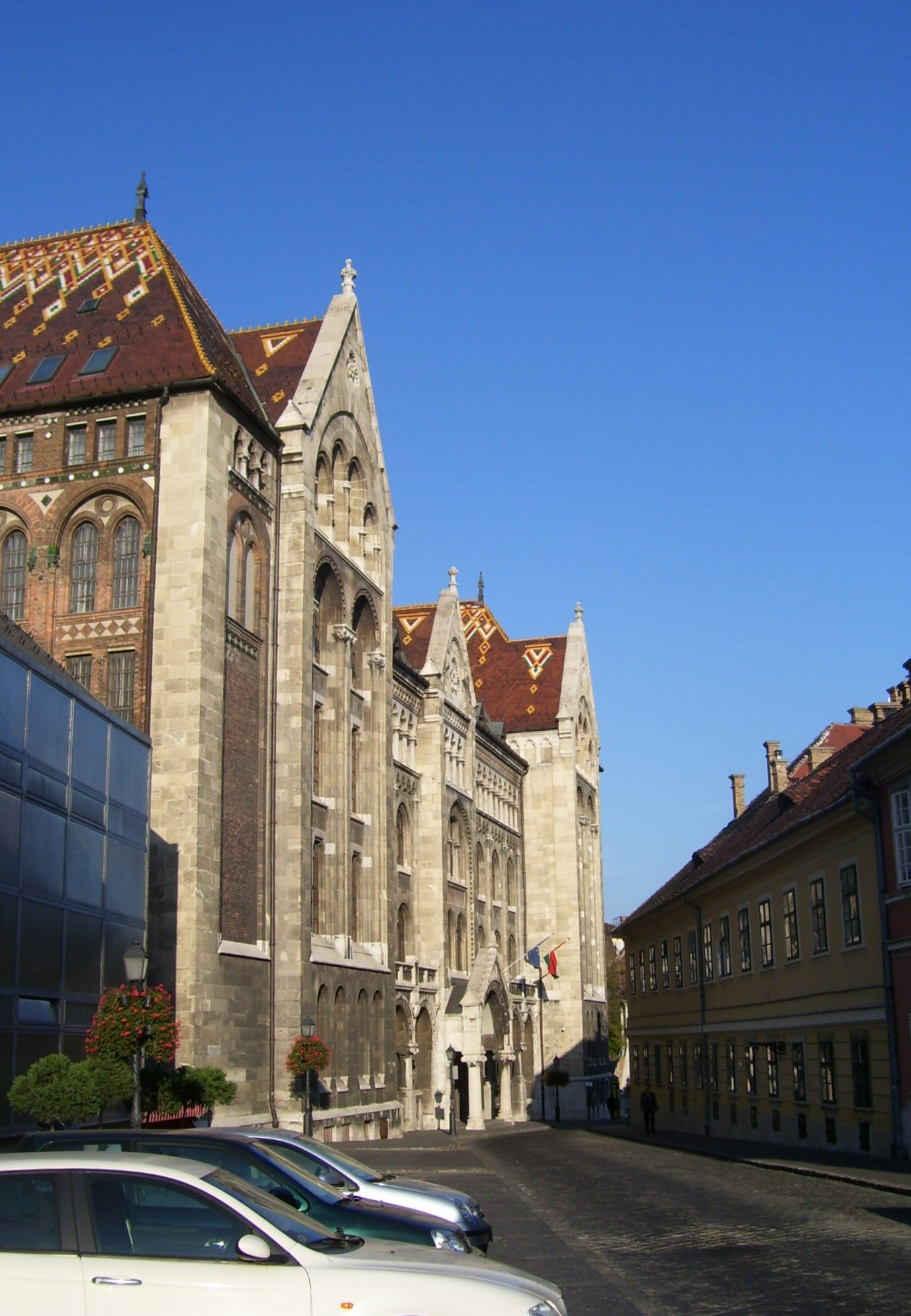
Magyar Nemzeti Levéltár a Várban, 1912–23
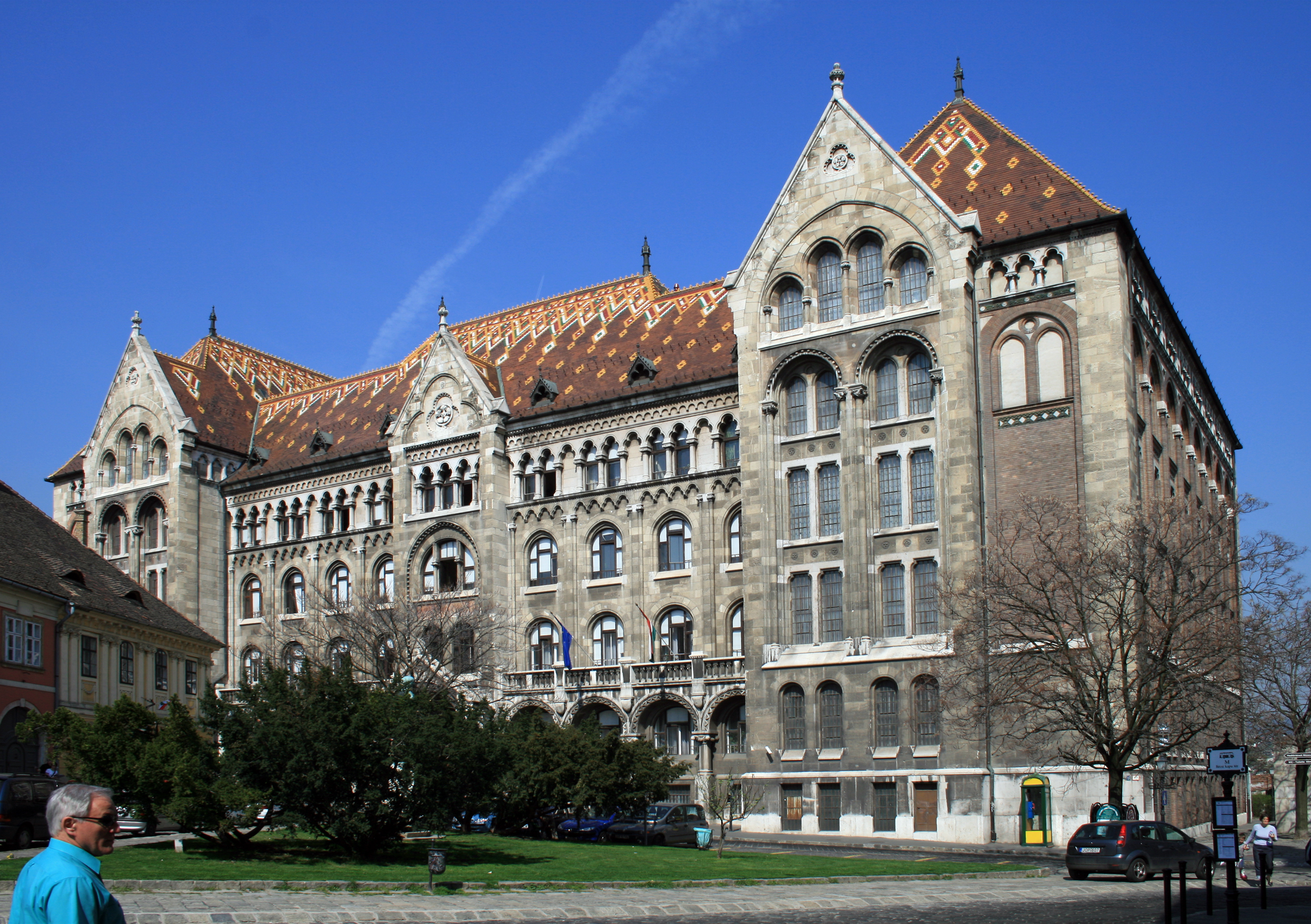
Magyar Nemzeti Levéltár, az Anjou-bástya felől